# Камберленд-Гілл (Род-Айленд)
Камберленд-Гілл (англ. Cumberland Hill) — переписна місцевість (CDP) в США, в окрузі Провіденс штату Род-Айленд. Населення — 8140 осіб (2020).

## Географія
Камберленд-Гілл розташований за координатами 41°58′26″ пн. ш. 71°27′42″ зх. д. / 41.97389° пн. ш. 71.46167° зх. д. (41.973847, -71.461768).  За даними Бюро перепису населення США в 2010 році переписна місцевість мала площу 8,81 км², з яких 8,29 км² — суходіл та 0,52 км² — водойми.

## Демографія
Згідно з переписом 2010 року, у переписній місцевості мешкали 7934 особи в 3156 домогосподарствах у складі 2179 родин. Густота населення становила 901 особа/км².  Було 3271 помешкання (371/км²).
Расовий склад населення:
| - 93,6 % — білих - 2,9 % — азіатів - 1,2 % — чорних або афроамериканців - 0,1 % — корінних американців |

До двох чи більше рас належало 1,3 %. Частка іспаномовних становила 2,6 % від усіх жителів.
За віковим діапазоном населення розподілялося таким чином: 23,2 % — особи молодші 18 років, 62,1 % — особи у віці 18—64 років, 14,7 % — особи у віці 65 років та старші. Медіана віку мешканця становила 41,3 року. На 100 осіб жіночої статі у переписній місцевості припадало 93,4 чоловіків;  на 100 жінок у віці від 18 років та старших — 89,7 чоловіків також старших 18 років.
Середній дохід на одне домашнє господарство  становив 98 432 долари США (медіана — 77 164), а середній дохід на одну сім'ю — 103 788 доларів (медіана — 87 462). Медіана доходів становила 65 259 доларів для чоловіків та 47 367 доларів для жінок. За межею бідності перебувало 4,5 % осіб, у тому числі 3,5 % дітей у віці до 18 років та 4,2 % осіб у віці 65 років та старших.
Цивільне працевлаштоване населення становило 4203 особи. Основні галузі зайнятості: освіта, охорона здоров'я та соціальна допомога — 26,6 %, роздрібна торгівля — 17,4 %, фінанси, страхування та нерухомість — 10,3 %, виробництво — 10,1 %.